# ピコス・デ・エウロパ国立公園
ピコス・デ・エウロパ国立公園（スペイン語: Parque Nacional de Picos de Europa）は、スペインの国立公園。アストゥリアス州、カンタブリア州、カスティーリャ・イ・レオン州の3自治州にまたがっており、カンタブリア山脈のピコス・デ・エウロパ山塊を含んでいる。IUCNカテゴリーはII。
公園内の人口は約1,300人である。氷河湖であるエノル湖とエルシーナ湖は道路でのアクセスが良く、多くの観光客を集めている。これらの湖はコバドンガ湖沼群と総称され、自転車競技のブエルタ・ア・エスパーニャでは山岳区間としてコバドンガ・ステージが設定されることが多い。

## 歴史

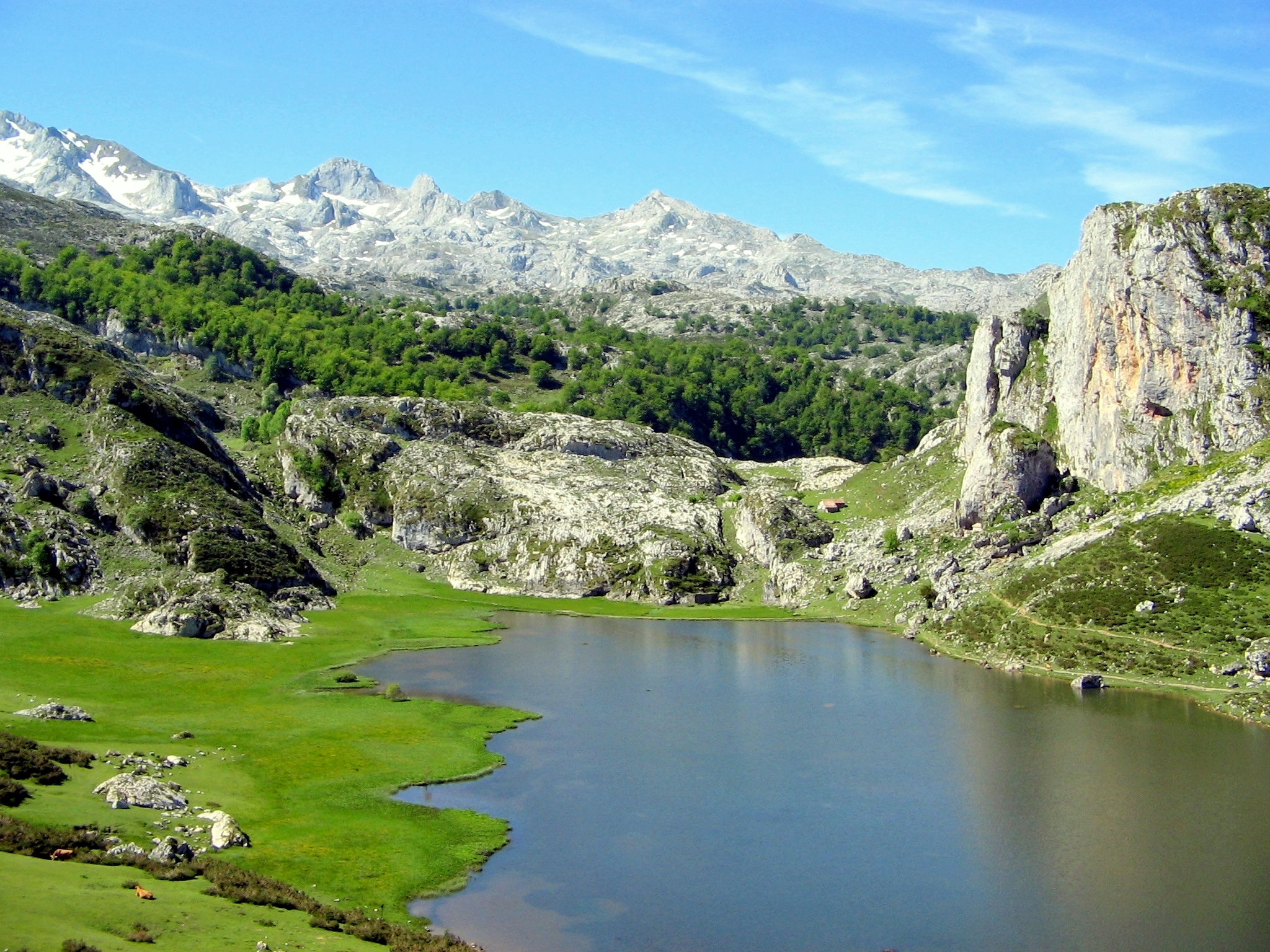
コバドンガ湖沼群のひとつであるエルシーナ湖

ウエスカ県のオルデサ・イ・モンテ・ペルディード国立公園とともに、ピコス・デ・エウロパ国立公園はスペインで最初に設置された2か所の国立公園の片方である。1918年7月22日、現在の公園の西側である169.25km2の範囲にコバドンガ国立公園が設置され、その中心はコバドンガ湖沼群だった。
1936年から1939年のスペイン内戦ではコバドンガ国立公園もひどく荒廃し、多くの野生生物が失われたとされる。内戦終結後には国立公園内で鉱業、カレス川とドブラ川の水力発電、材木伐採、漁業などの開発が行われた。
1995年5月30日には面積が646.60km2に拡大され、現在のピコス・デ・エウロパ国立公園に改称された。2003年7月9日、ユネスコによって本国立公園の生物圏保護区の地位が承認された。ピコス・デ・エウロパはカンタブリア山脈にいくつかある生物圏保護区のひとつであり、グラン・カンタブリアとして知られる単一の大規模生物圏保護区に統合されている。

## 地理
指定面積は646.60km2であり、スペイン北部のアストゥリアス州、カンタブリア州、カスティーリャ・イ・レオン州の3自治州にまたがっている。この地域を東西に長く延びるカンタブリア山脈は降水量が多く気候が穏やかなビスケー湾岸のエスパーニャ・ベルデ（緑のスペイン）とスペイン中央部の広大な台地であるメセタを隔てており、ピコス・デ・エウロパ山塊にあるトーレ・セレードが山脈の最高峰である。公園内の最低標高地点はデバ川の標高75m地点であり、トーレ・セレード山頂とは2,573mもの落差がある。
カンタブリア山脈を形成した石灰岩の山塊における氷河の浸食の影響が本国立公園の特徴的な地質である。

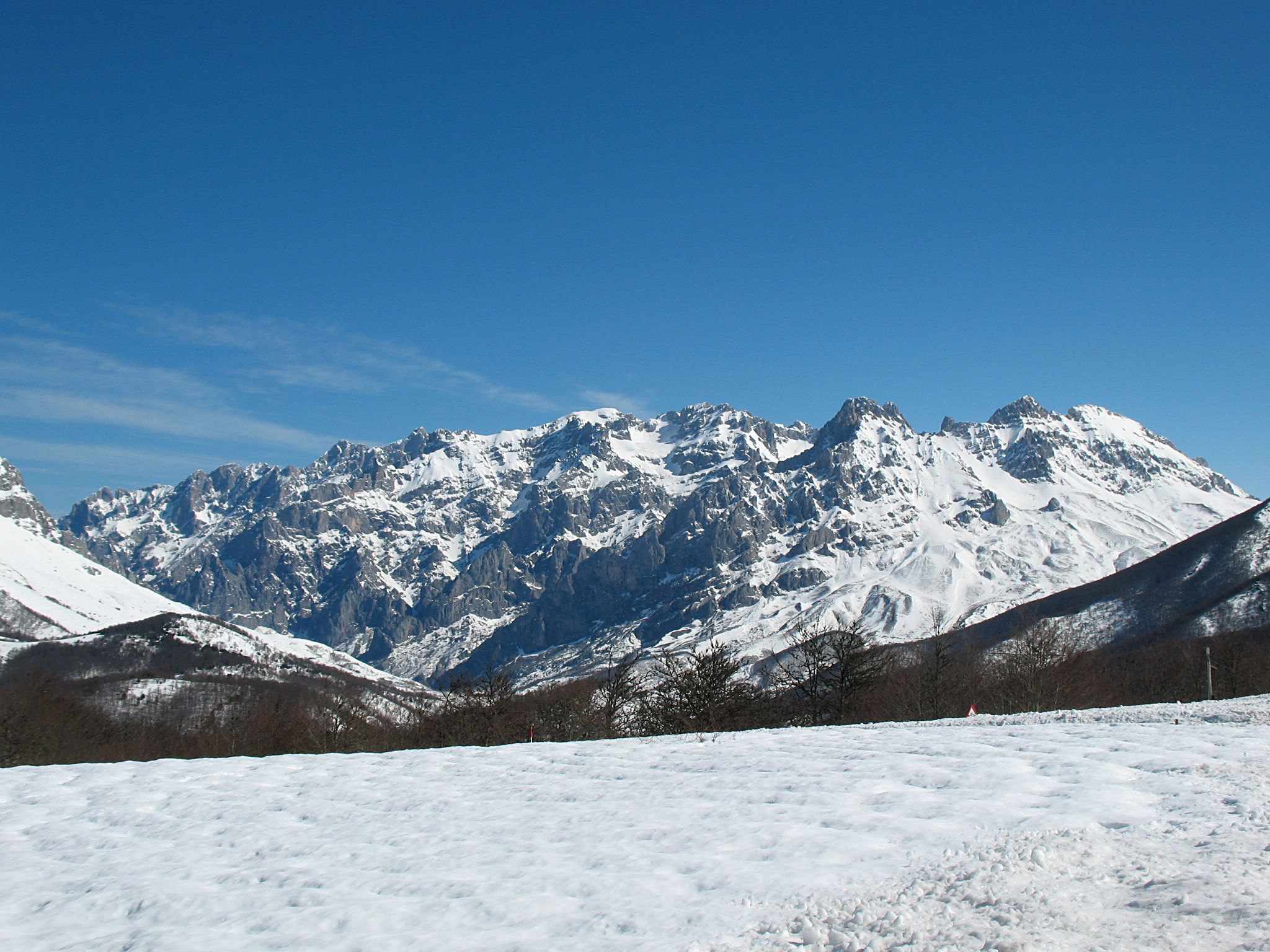
冬季のピコス・デ・エウロパ
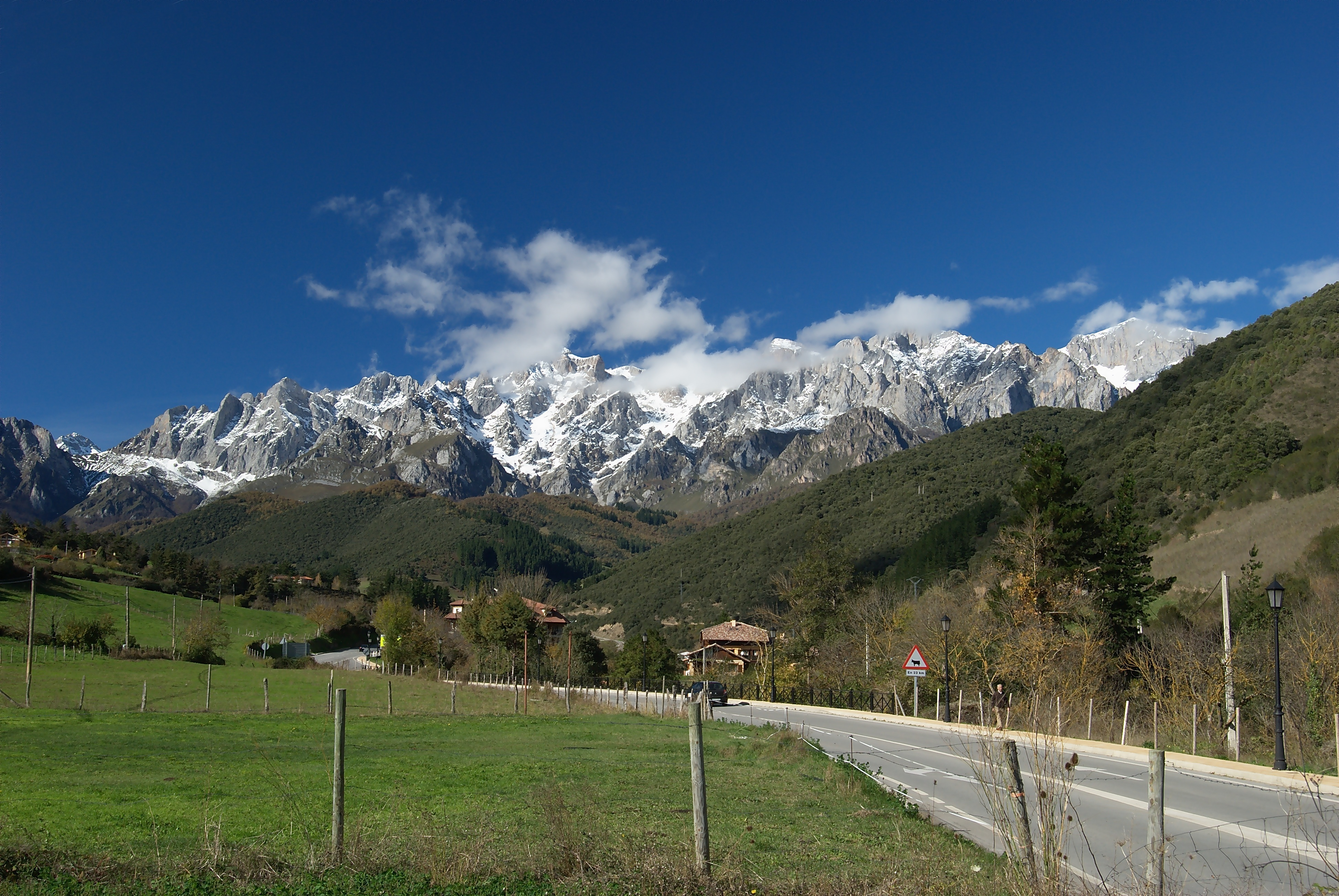
南東から見たピコス・デ・エウロパ
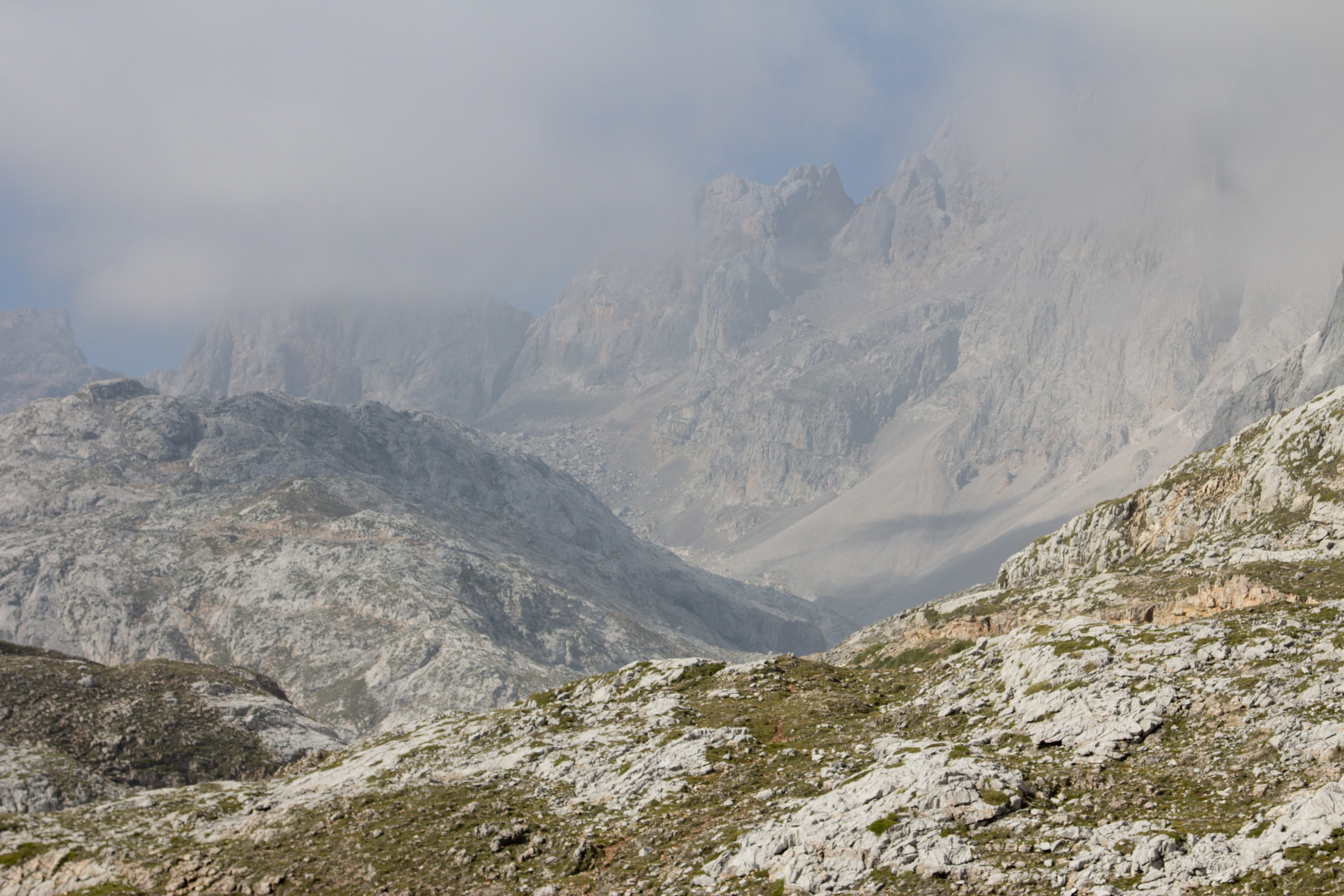
ガスがかかったピコス・デ・エウロパ
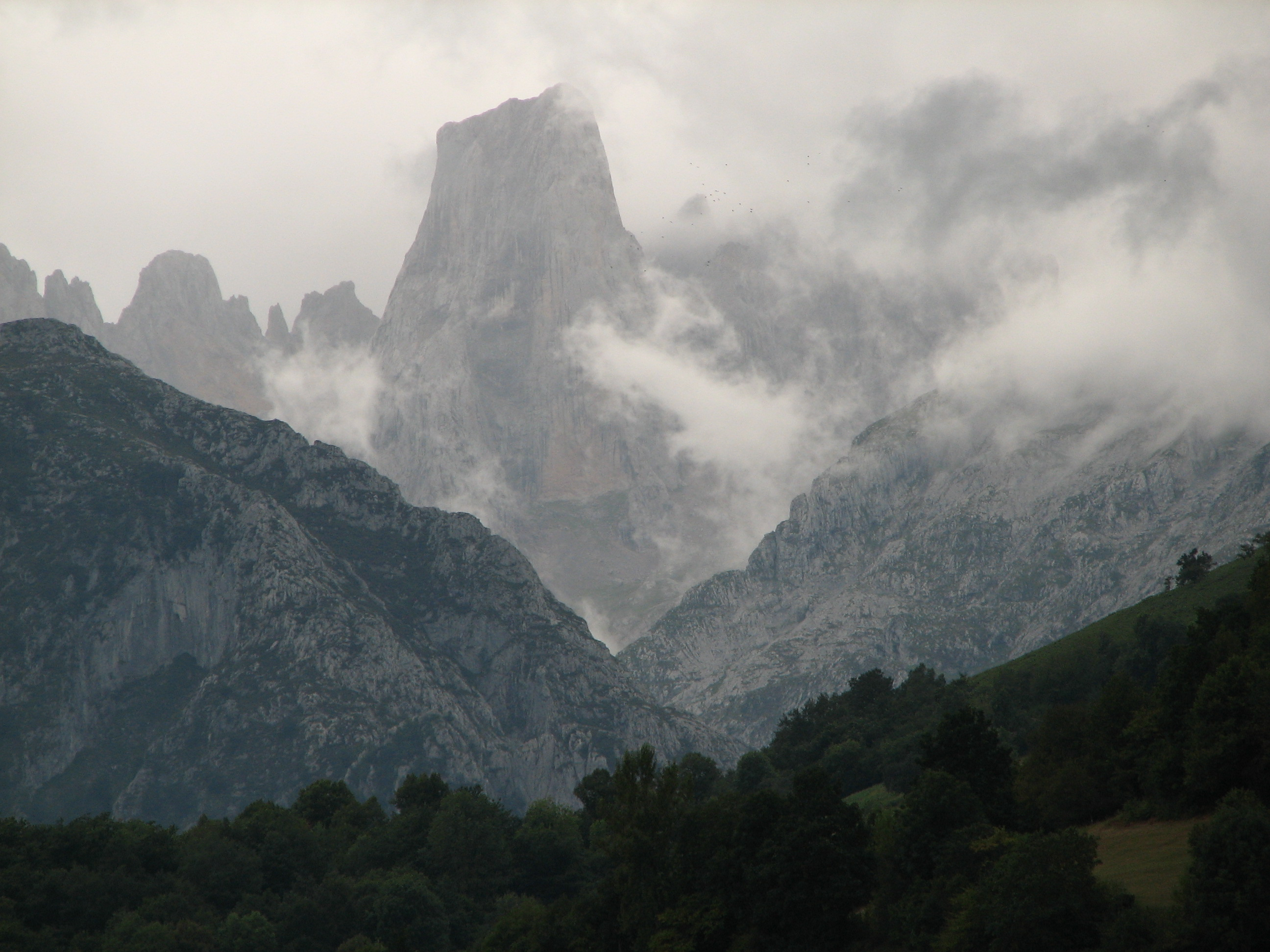
特徴的な形状のナランホ・デ・ブルネス（英語版）

## 動植物

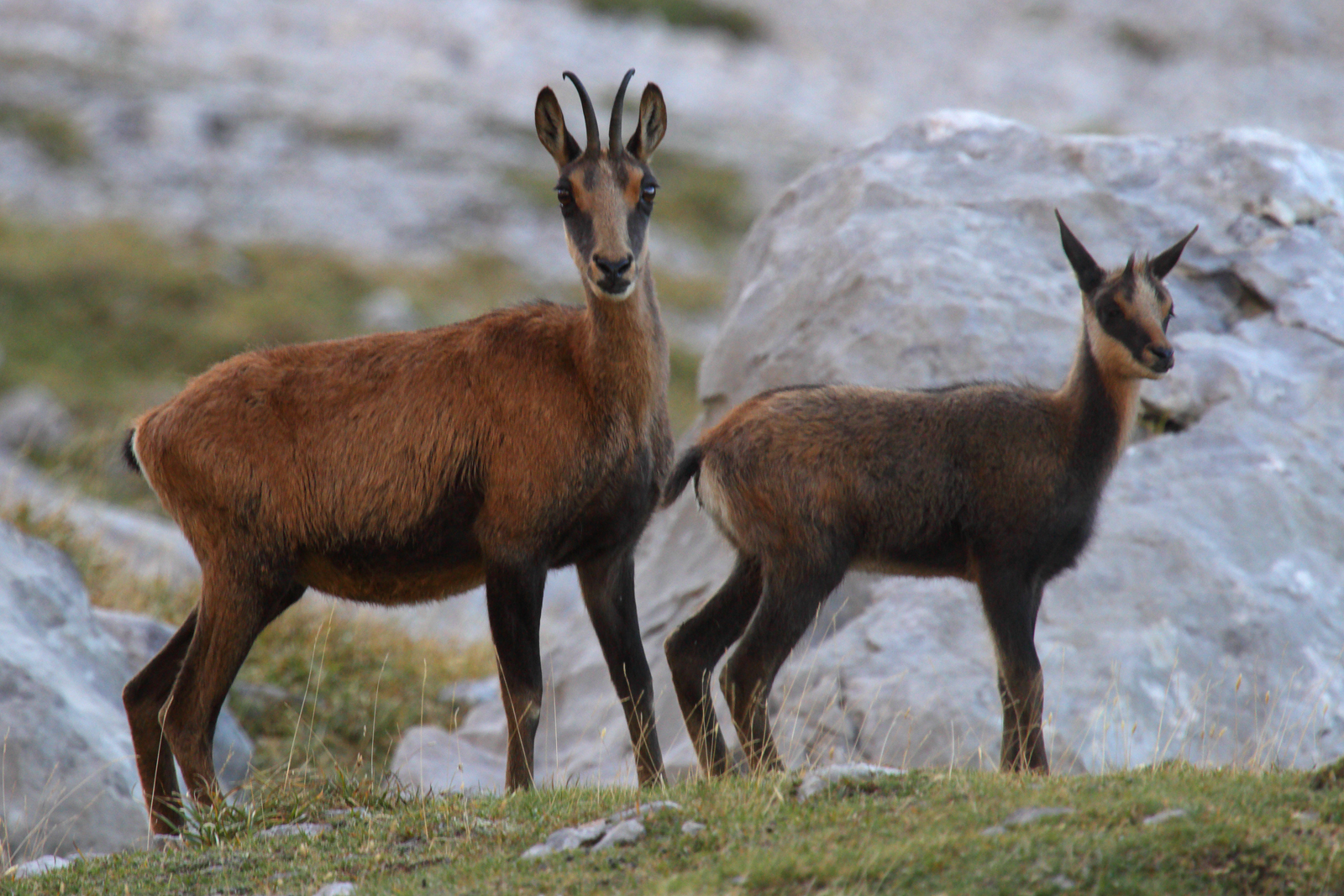
本公園を代表する種であるカンタブリアシャモア

### 植物
森林限界より標高が高い部分にはこの土地固有の高山植物がみられる。標高が高い部分はブナ（ヨーロッパブナ）の森林に覆われ、標高が低くなるにつれてオーク（カンタブリアトキワガシ、ヨーロッパナラ、フユナラ、ピレネーオーク）の森林が混じる。局地には硬葉樹林と亜硬葉樹林も残っている。

### 哺乳類
絶滅寸前のカンタブリアヒグマやイベリアオオカミなどが生息している。ピコス・デ・エウロパの代表的な種はピレネーシャモアや本地域固有種のカンタブリアシャモアであり、高所の斜面には数千頭のシャモアが生息している。公園の周辺には両種をかたどった彫刻作品が数多く存在する。スペインアイベックスもまた代表的な種である。ヨーロッパで見られるイタチ属の大半が生息しており、Asturcón（ウマの固有種）の最後の何頭かも生息している。

### 鳥類
ヨーロッパオオライチョウ（キバシオオライチョウ）、ヒゲワシなど、保護対象となっている多くの種に加え、猛禽類ではエジプトハゲワシ、シロエリハゲワシ、ハイタカ、チュウヒワシ、イヌワシ、ヤマワシ類、トビ、チュウヒがいる。その他の鳥類にはクマゲラがおり、キバシリ、ユキスズメなども点在しているとされる。

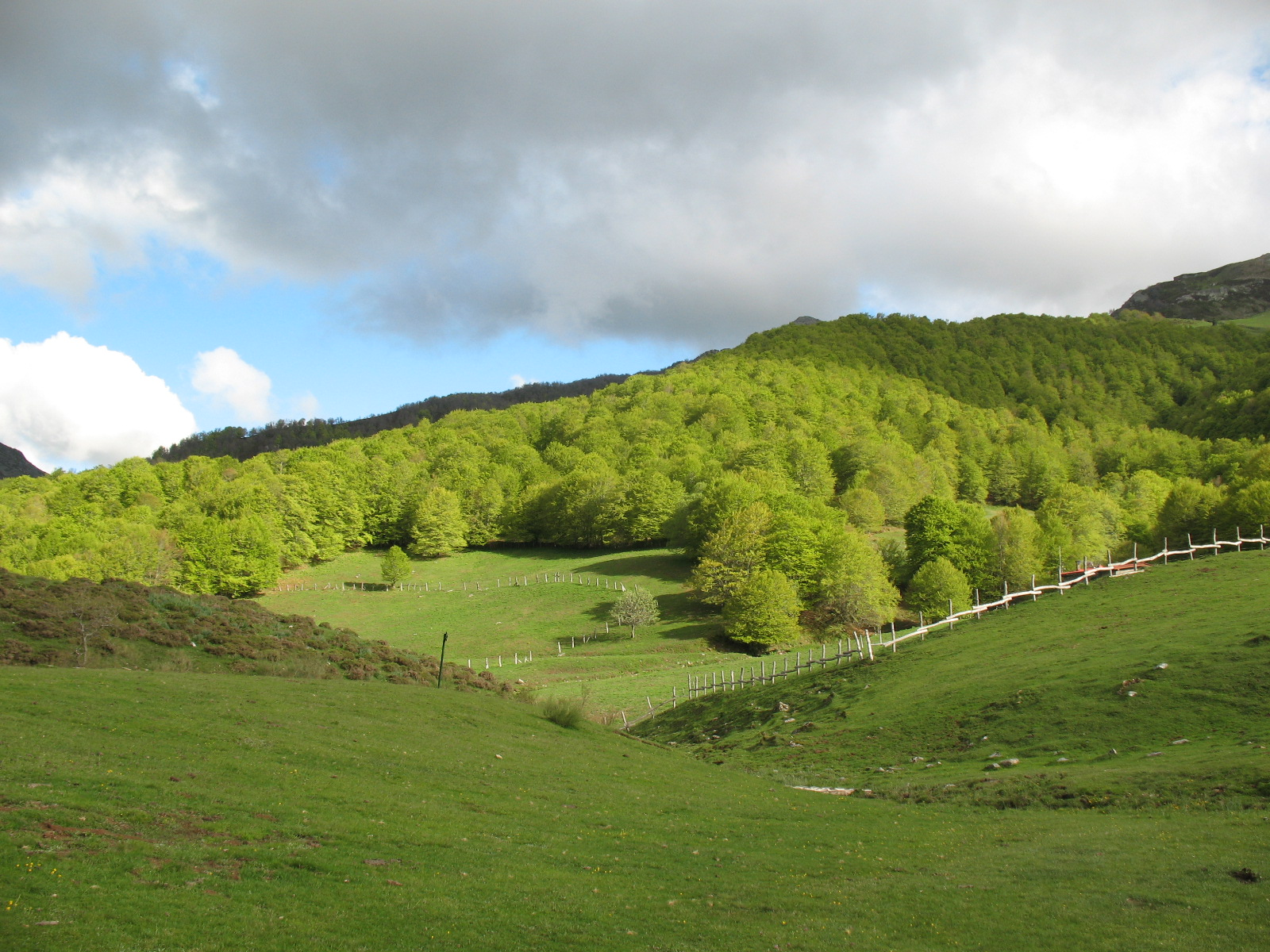
西麓にある照葉樹の森林
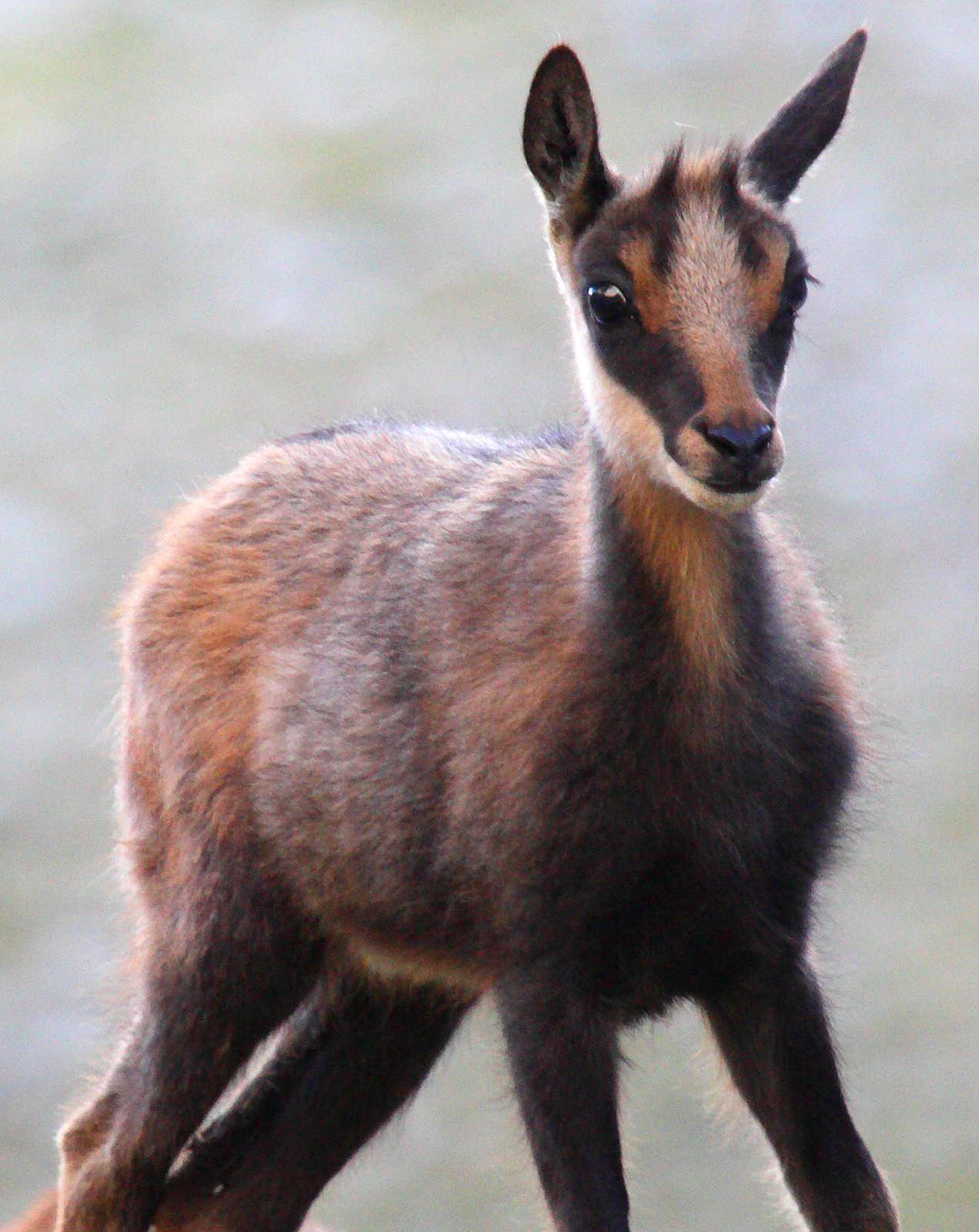
ピレネーシャモア
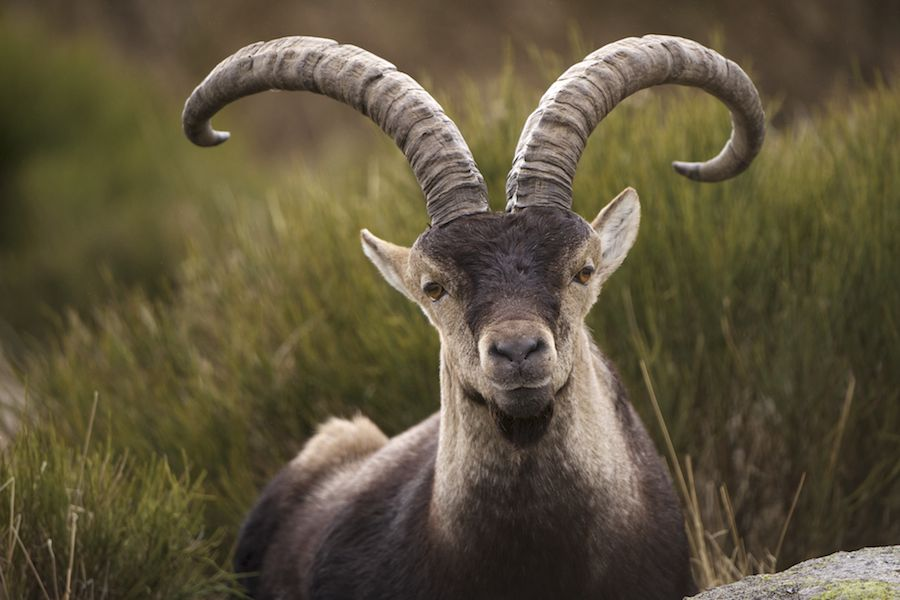
スペインアイベックス